# Баканов, Михаил Иванович
Михаил Иванович Баканов (1909—2006) — советский и российский учёный, доктор экономических наук, профессор, академик Международной академии информатизации.
Автор более 200 научных работ, в том числе монографий и учебников по бухгалтерскому учёту, экономическому анализу и аудиту в торговле. Часть трудов было переведено на болгарский, венгерский, немецкий, польский и румынский языки.

## Биография
Родился 1 октября 1909 года.
Учиться начал в церковно-приходской школе. Первое профессиональное образование получил, окончив счетно-финансовое отделение Иваново-вознесенского промышленно-экономического техникума в Кинешме. Затем окончил Московский институт народного хозяйства имени Г. В. Плеханова (ныне Российский экономический университет имени Г. В. Плеханова) и после неё — аспирантуру.
Вёл преподавательскую деятельность в Центральном институте заочного обучения Наркомторга СССР и РСФСР, который впоследствии стал Российским государственным торгово-экономическим университетом (РГТЭУ). Член ВКП(б)/КПСС с 1939 года. В этом же году был назначен заместителем директора по научной работе. С 1944 по 1968 год был деканом учётно-экономического факультета. На протяжении нескольких лет Михаил Иванович Баканов заведовал кафедрой бухгалтерского учёта и аудита.
В 1955 году защитил докторскую диссертацию на тему «Издержки товарного обращения в СССР и резервы их снижения». Под его руководством защищены 7 докторских и 51 кандидатская диссертации. Являлся почетным членом Ученого совета РГТЭУ.
Умер 18 сентября 2006 года в Москве. Был похоронен на Ваганьковском кладбище.
М. И. Баканов Награждён двумя орденами Трудового Красного Знамени и двумя орденами «Знак Почёта», а также медалями. Удостоен звания «Заслуженный деятель науки РСФСР» (19.06.1967).